# TriBeCa
TriBeCa – część Dolnego Manhattanu w Nowym Jorku. Jest to obszar ograniczony ulicami: Canal Street, West Street, Courtlandt Alley, Broadway, Chambers Street. Nazwa TriBeCa pochodzi od pierwszych liter Triangle Below Canal Street. 